# Ensino básico em Portugal
Em Portugal, a Lei de Bases do Sistema Educativo (LBSE) estabelece nos seus artigos 6.º a 8.º que o ensino básico é universal e gratuito, com uma duração de nove anos escolares, sendo obrigatória a frequência para as crianças entre os 6 e os 15 anos.
Constitui a primeira parte da educação escolar, à qual se seguem o ensino secundário e o superior.
As escolas públicas onde é realizado o ensino básico têm a designação genérica de escola básica, existindo várias tipologias, conforme os níveis de estudos aí ministrados.

## Objetivos
A LBSE estabelece os seguintes objectivos para aquele nível de ensino:
- Assegurar uma formação geral comum a todos os portugueses que lhes garanta a descoberta e o desenvolvimento dos seus interesses e aptidões, capacidade de raciocínio, memória e espírito crítico, criatividade, sentido moral e sensibilidade estética, promovendo a realização individual em harmonia com os valores da solidariedade social;
- Assegurar que nesta formação sejam equilibradamente inter-relacionados o saber e o saber fazer, a teoria e a prática, a cultura escolar e a cultura do quotidiano;
- Proporcionar o desenvolvimento físico e motor, valorizar as atividades manuais e promover a educação artística, de modo a sensibilizar para as diversas formas de expressão estética, detetando e estimulando aptidões nesses domínios;
- Proporcionar a aprendizagem de uma primeira língua estrangeira e a iniciação de uma segunda;
- Proporcionar a aquisição dos conhecimentos basilares que permitam o prosseguimento de estudos ou a inserção do aluno em esquemas de formação profissional, bem como facilitar a aquisição e o desenvolvimento de métodos e instrumentos de trabalho pessoal e em grupo, valorizando a dimensão humana do trabalho;
- Fomentar a consciência nacional aberta à realidade concreta numa perspectiva de humanismo universalista, de solidariedade e de cooperação internacional;
- Desenvolver o conhecimento e o apreço pelos valores caraterísticos da identidade, língua, história e cultura portuguesas;
- Proporcionar aos alunos experiências que favoreçam a sua maturidade cívica e sócio-afectiva, criando neles atitudes e hábitos positivos de relação e cooperação, quer no plano dos seus vínculos de família, quer no da intervenção consciente e responsável na realidade circundante;
- Proporcionar a aquisição de atitudes autónomas, visando a formação de cidadãos civicamente responsáveis e democraticamente intervenientes na vida comunitária;
- Assegurar às crianças com necessidades educativas específicas, devidas, designadamente, a deficiências físicas e mentais, condições adequadas ao seu desenvolvimento e pleno aproveitamento das suas capacidades;
- Fomentar o gosto por uma constante atualização de conhecimentos;
- Participar no processo de informação e orientação educacionais em colaboração com as famílias;
- Proporcionar, em liberdade de consciência, a aquisição de noções de educação cívica e moral;
- Criar condições de promoção do sucesso escolar e educativo a todos os alunos.[1]

## Organização
A LBSE dispõe que o ensino básico compreende três ciclos sequenciais, sendo o 1.º de quatro anos, o 2.º de dois anos e o 3.º de três anos, organizados nos seguintes termos:
- No 1.º ciclo, o ensino é globalizante, da responsabilidade de um professor único, que pode ser coadjuvado em áreas especializadas;
- No 2.º ciclo, o ensino organiza-se por áreas interdisciplinares de formação básica e desenvolve-se predominantemente em regime de professor por área;
- No 3.º ciclo, o ensino organiza-se segundo um plano curricular unificado, integrando áreas vocacionais diversificadas, e desenvolve-se em regime de um professor por disciplina ou grupo de disciplinas.[1]

### Tipologia
A tipologia de cada escola básica é definida pelos níveis, ciclos e modalidades de educação e de ensino aí ministrado. Atualmente, existem as seguintes tipologias:
1. Escola básica do 1º ciclo com jardim de infância (EB1/JI) - ministra educação pré-escolar e o 1º ciclo do ensino básico;
2. Escola básica do 1º ciclo (EB1) - ministra o 1º ciclo do ensino básico;
3. Escola básica do 2º e 3º ciclos (EB2/3) - ministra o 2º e o 3º ciclos do ensino básico;
4. Escola básica integrada (EBI) - ministra os três ciclos do ensino básico;
5. Escola básica integrada com jardim de infância (EBI/JI) - ministra educação pré-escolar e os três ciclos do ensino básico.

A maioria das atuais escolas EB1JI e EB1 resulta da transformação das antigas escolas primárias. Já a maioria das escolas EB2/3 resulta da transformação de antigas escolas preparatórias e secundárias.
Além daquelas, título transitório, ainda se mantêm as seguintes tipologias de escolas do ensino básico:
1. Escola básica do 1º e 2º ciclos - ministra o 1º e o 2º ciclos do ensino básico;
2. Escola básica do 2º ciclo - ministra o 2º ciclo do ensino básico;
3. Escola do ensino básico mediatizado - ministra o 2º ciclo do ensino básico com recurso a multimedia;
4. Escola básica do 3º ciclo - ministra o 3º ciclo do ensino básico;
5. Escola básica do 2º e 3º ciclos com ensino secundário - ministra o 2º e o 3º ciclos do ensino básico e o ensino secundário;
6. Escola secundária com 3º ciclo - ministra o 3º ciclo do ensino básico e o ensino secundário.

## Articulação
A articulação entre os ciclos obedece a uma sequencialidade progressiva, conferindo a cada ciclo a função de completar, aprofundar e alargar o ciclo anterior, numa perspectiva de unidade global do ensino básico, integrando-se os objectivos específicos de cada ciclo nos objetivos gerais do ensino básico, de acordo com o desenvolvimento etário correspondente, tendo em atenção as seguintes particularidades:
- Para o 1.º ciclo, o desenvolvimento da linguagem oral e a iniciação e progressivo domínio da leitura e da escrita, das noções essenciais da aritmética e do cálculo, do meio físico e social e das expressões plástica, dramática, musical e motora;
- Para o 2.º ciclo, a formação humanística, artística, física e desportiva, científica e tecnológica e a educação moral e cívica, visando habilitar os alunos a assimilar e interpretar crítica e criativamente a informação, de modo a possibilitar a aquisição de métodos e instrumentos de trabalho e de conhecimento que permitam o prosseguimento da sua formação, numa perspectiva do desenvolvimento de atitudes activas e conscientes perante a comunidade e os seus problemas mais importantes;
- Para o 3.º ciclo, a aquisição sistemática e diferenciada da cultura moderna, nas suas dimensões humanística, literária, artística, física e desportiva, científica e tecnológica, indispensável ao ingresso na vida activa e ao prosseguimento de estudos, bem como a orientação escolar e profissional que faculte a opção de formação subsequente ou de inserção na vida activa, com respeito pela realização autónoma da pessoa humana.[1]

A lei permite ainda que em escolas especializadas do ensino básico possam ser reforçadas as componentes de ensino artístico ou de educação física e desportiva, sem prejuízo da formação básica.
A conclusão com aproveitamento do ensino básico confere o direito à atribuição de um diploma, sendo certificado o aproveitamento de qualquer ano ou ciclo, quando solicitado.

### Correspondência com o ISCED e com os antigos níveis de ensino
Assim, em Portugal o ensino básico, corresponde aos primeiros nove anos de escolaridade, abrangendo a faixa etária dos 6 aos 14/15 anos, e está dividido em três ciclos, correspondentes aos níveis 1 e 2 do ISCED 1997:
- 1.º Ciclo do Ensino Básico - correspondente ao ISCED nível 1A e ao antigo ensino primário - com uma duração de quatro anos (1º a 4º ano);
- 2.º Ciclo do Ensino Básico - correspondente ao ISCED nível 1B e ao antigo ciclo preparatório - com uma duração de dois anos (5º e 6º ano);
- 3.º Ciclo do Ensino Básico - correspondente ao ISCED nível 2 e à primeira parte do antigo ensino secundário - com uma duração de três anos (7º ao 9º ano).[1]

### O ensino básico na Lei n.º 5/73, de 25 de julho
O conceito de ensino básico foi introduzido pela Lei n.º 5/73, de 25 de Julho, que aprovou as bases a que deveria obedecer à reforma do sistema educativo.
Este diploma legal previa que o ensino básico compreenderia o ensino primário, com a duração de quatro anos, e o ensino preparatório, igualmente com a duração de quatro anos.
Ao ensino básico corresponderia a escolaridade obrigatória.
Na sequência da Revolução de 25 de Abril, a Lei n.º 5/73, de 25 de julho, não chegou a ser objeto de aplicação neste domínio.

## 1º ciclo

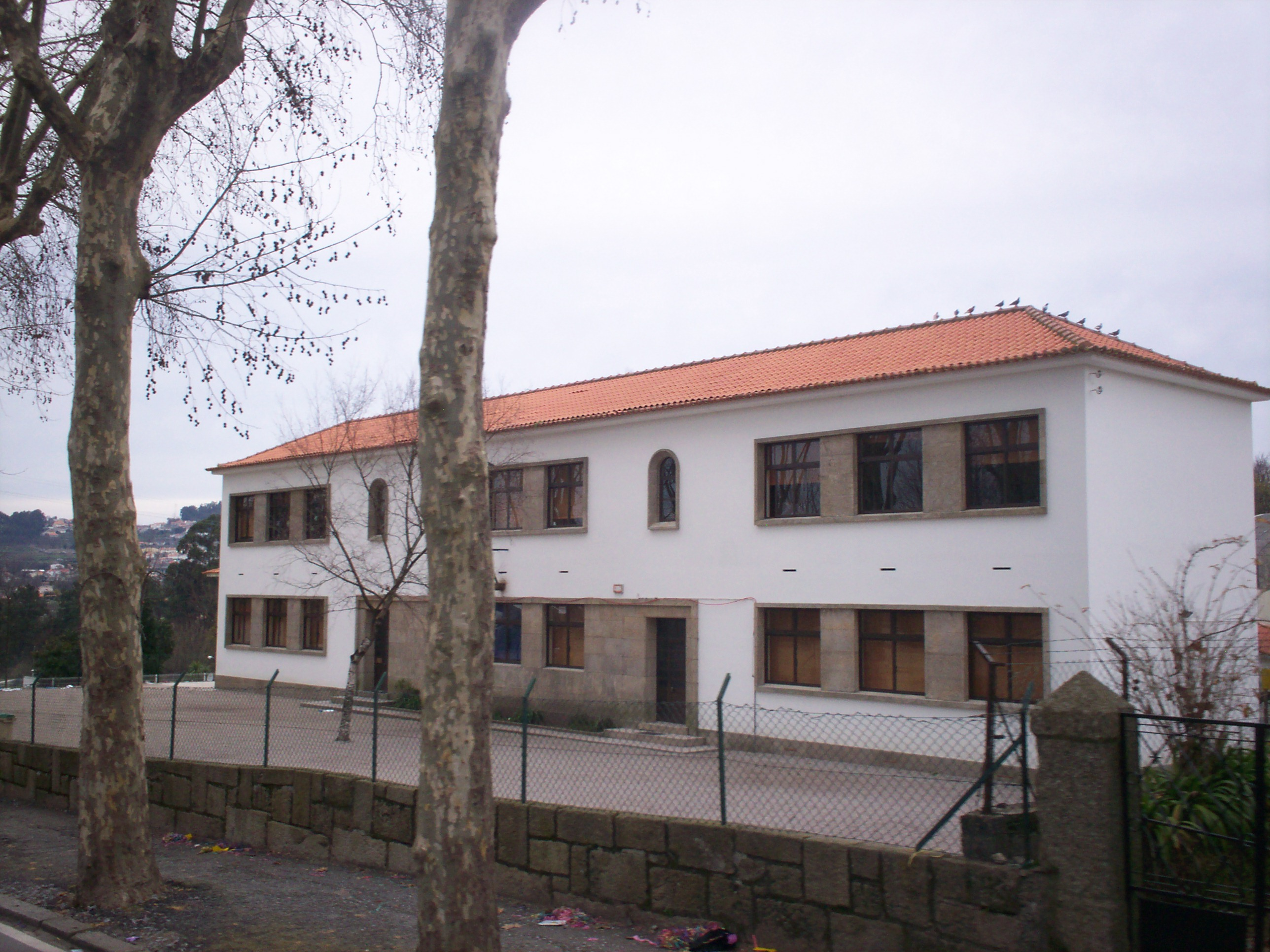
Antiga escola primária de Riba de Ave.

O atual 1º ciclo do ensino básico era denominado "ensino primário" até à implementação da Lei de Bases do Sistema Educativo de 1986.
O ensino primário tem origem nas aulas de ler, escrever e contar que, até 1759, estavam sobretudo a cargo de ordens religiosas, destacando-se a dos Jesuítas que dispunham de um plano curricular único para ser aplicado em todas as suas escolas. Em 1759, o marquês de Pombal procede à estatização do ensino, criando as aulas régias. Durante o século XIX, aquelas aulas irão dar origem ao ensino primário. Durante a Monarquia Constitucional e a Primeira República, várias reformas do ensino primário tornam-no obrigatório. No entanto, essa obrigatoriedade nunca sai do papel e só virá a ser efetivada já durante o Estado Novo. As várias reformas, também alteram a estrutura do ensino primário que, no entanto, o fixam num grau elementar composto por quatro classes, cada uma correspondendo a um ano escolar. Em algumas reformas, além do grau elementar, é estabelecido um grau superior ou complementar destinado a completar a educação primária daqueles que não pretendiam continuar os seus estudos no ensino secundário.
Para formação dos professores do ensino primário são criadas, em 1862, as escolas normais primárias que em 1930 passarão a escolas do magistério primário. Estas estão na origem das atuais escolas superiores de educação.
No âmbito das grandes reformas do sistema educativo ocorridas na década de 1960, através do Decreto-lei n.º 45 810 de 9 de julho de 1964, a escolaridade obrigatória é estabelecida em seis anos. O ensino primário volta a compreender dois graus: o ciclo elementar (da 1ª à 4ª classes) e o ciclo complementar (5ª e 6ª classes). O ciclo complementar destinava-se aos alunos que não pretendessem prosseguir o seus estudos, completando aí a escolaridade obrigatória. Os alunos, que pretendessem prosseguir os seus estudos, transitariam diretamente do ciclo elementar do ensino primário para o 1º ciclo do ensino liceal ou para o ciclo preparatório do ensino técnico (ambos unificados em 1967, num único ciclo preparatório do ensino secundário).
Em 1973, é publicada a primeira Lei de Bases do Sistema Educativo que consagra a criação do ensino básico. O ensino básico teria a duração total de oito anos, seria obrigatório e compreendia o ensino primário e o ensino preparatório, cada qual com a duração de quatro anos.
A reforma de 1973 acaba por não ser adoptada na totalidade, em virtude da ocorrência do 25 de abril de 1974. A escolaridade não é aumentada como havia sido previsto, mantendo-se em seis anos até 1986.
Em 1986, é publicada a atual Lei de Bases do Sistema de Ensino. O novo ensino básico passa a compreender três ciclos, que resultam da conversão dos antigos ensino primário, ensino preparatório e curso geral do ensino secundário que mantêm cada um aproximadamente a mesma estrutura e duração, mas veem as suas designações alteradas, respetivamente, para 1º ciclo, 2º ciclo e 3º ciclo do ensino básico. Esta reforma só é implementada em larga escala a partir do início da década de 1990, altura em que as escolas primárias começam a ver alteradas as suas designações para "escolas básicas do 1º ciclo".
Apesar de formalmente já não estar em vigor, muita da terminologia referente ao antigo ensino primário continua a ser aplicada, na linguagem corrente, ao atual 1º ciclo do ensino básico. Nomeadamente, as suas escolas continuam a ser referidas frequentemente como "escolas primárias" e os seus quatro anos escolares como "1ª", "2ª", "3ª" e "4ª classes".

### Escolas primárias

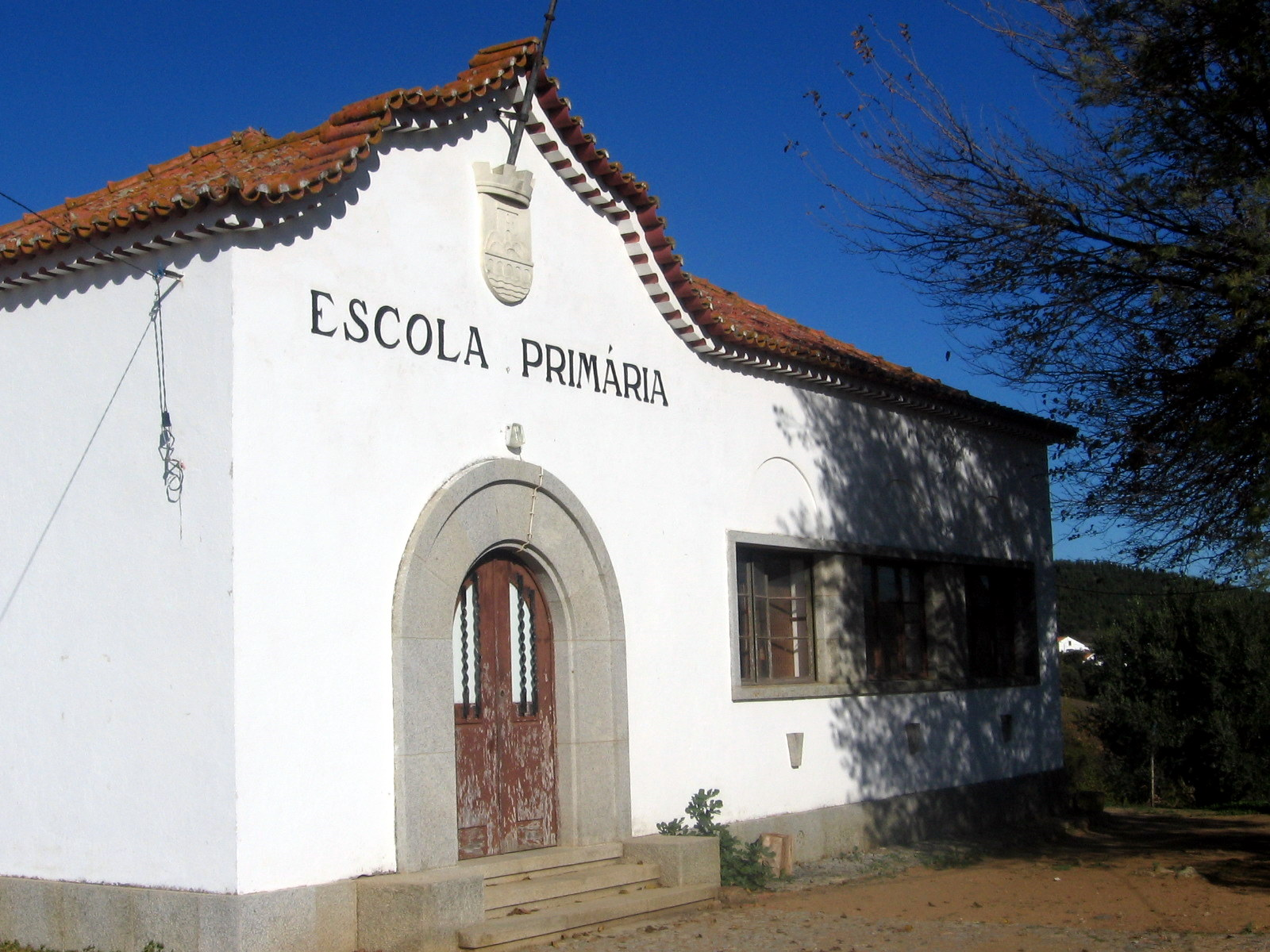
Escola Primária de São Brissos, Santiago do Escoural - modelo Plano dos Centenários.

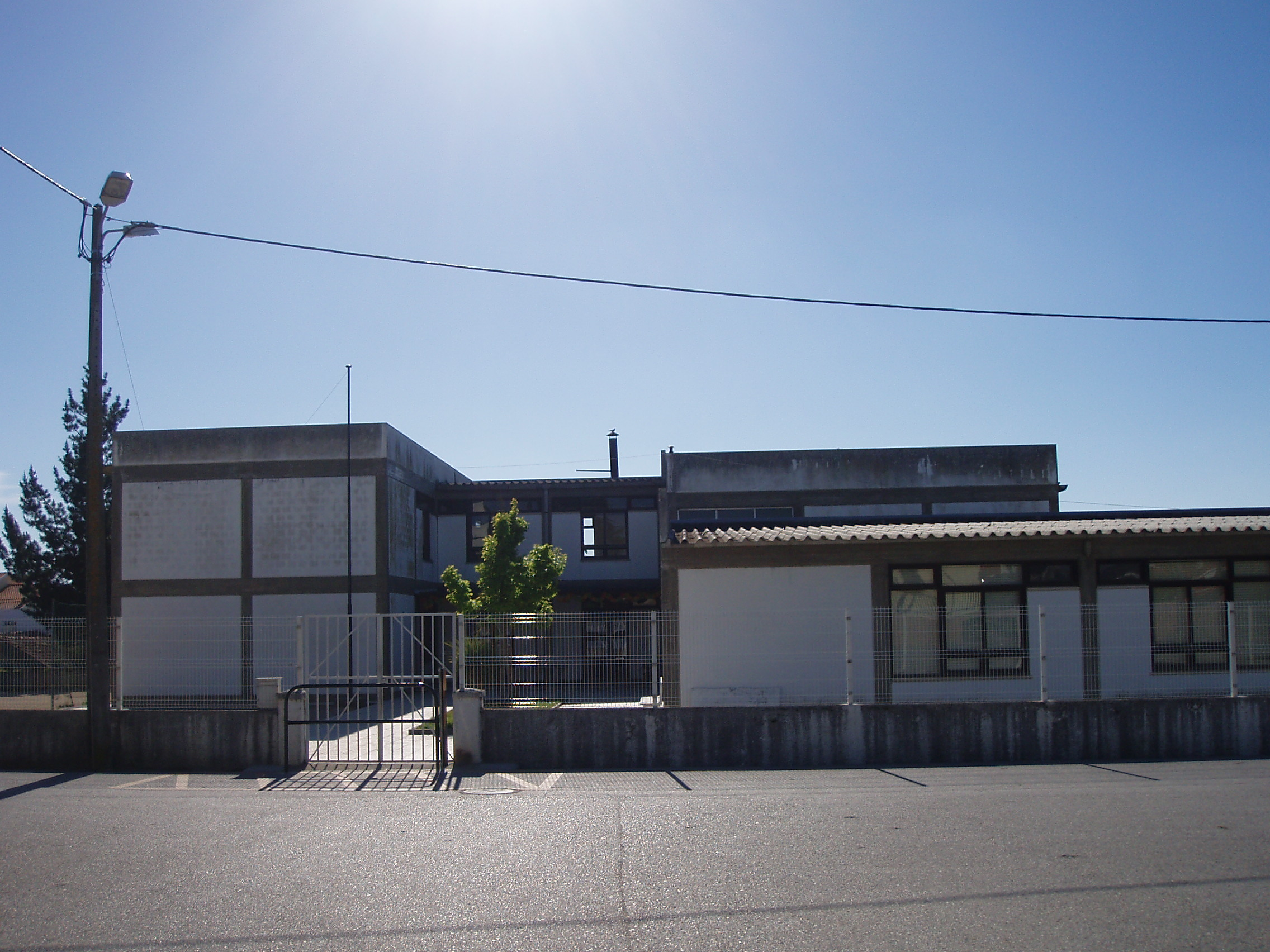
Antiga Escola Primária da Granja do Ulmeiro - modelo P3.

Em Portugal, as escolas primárias constituíam os estabelecimentos onde era realizado o ensino primário.
Aquando da transformação do anterior ensino primário no atual 1º ciclo do ensino básico, no início da década de 1990, a maioria das escolas primárias foi reconvertida em escolas básicas do 1º ciclo. Ao longo da década de 1990, muitas das antigas pequenas escolas primárias do interior do país, com poucos alunos, foram desativadas, sendo os seus alunos concentrados em escolas básicas de maiores dimensões, centralizadas nas povoações principais.
As escolas primárias eram escolas de proximidade, distribuídas por todos os bairros urbanos e aldeias rurais. Por isso, eram estabelecimentos de pequena dimensão que podiam ter uma única sala de aula, normalmente nunca ultrapassando as oito.
Até à década de 1930, não existia uma tipologia fixa de modelo de escola primária, sendo as mesmas construídas com caraterísticas que variavam de escola para escola. Nessa década foram aprovados projetos-tipo de escolas regionalizadas, destinados a serem aplicados a todas as construções escolares, que estariam na génese do Plano dos Centenários.
Na década de 1940, o Estado Novo lançou o Plano dos Centenários, um programa de construção escolar em massa que tinha como objetivo permitir a todas as crianças portuguesas dispor de uma escola primária ao seu alcance, permitindo aumentar o nível de educação da população. As escolas do Plano dos Centenários foram construídas segundo modelos tipificados, adaptados às condições locais, que aliavam a funcionalidade à arquitetura tradicional portuguesa. Até à década de 1960, foram construídas mais de 7000 destas escolas, passando a existir pelo menos uma em quase todas as localidades do país, o que as transformou numa imagem de marca de Portugal.
A partir do início da década de 1970, em substituição do modelo de escolas do Plano dos Centenários, começaram a ser construídas escolas primárias segundo o modelo conhecido por projeto P3 ou escola de área aberta. Estas novas escolas eram substancialmente diferentes das anteriores, seguindo um modelo arquitetónico de origem escandinava. Este tipo de escola também se generalizou, com muitas povoações do país a terem um ou mais exemplares.

## 2º ciclo
O atual 2º ciclo do ensino básico tem origem no antigo ciclo preparatório (conhecido popularmente simplesmente por "ciclo"), que constituiu um estágio da educação escolar em Portugal até ao início da década de 1990. Sucedia ao ensino primário e antecedia o ensino secundário, sendo normalmente realizado por crianças com idades compreendidas entre os 10 e os 12 anos. 
Por sua vez, o ciclo preparatório teve origem nos antigos 1º ciclo do ensino liceal e o 1º grau (ciclo preparatório elementar e de pré-aprendizagem geral') do ensino técnico, resultantes da reforma do ensino secundário de 1947 e 1948. No âmbito desta reforma, o 1º ciclo do ensino liceal e o então criado ciclo preparatório do ensino técnico, passaram a ter caraterísticas semelhantes, com planos de estudo quase idênticos, tendo ambos a duração de dois anos e destinando-se os dois a completar a formação obtida no ensino primário e a preparar para o estágio seguinte do ensino secundário. Em princípio, o 1º ciclo liceal preparava o acesso ao curso geral do ensino liceal e o ciclo preparatório do ensino técnico preparava o acesso ao 2º grau (cursos de aprendizado, de formação e de aperfeiçoamento profissional) do ensino técnico. Dada a semelhança dos planos de estudo dos dois ciclos, em princípio, era permitido a um aluno aceder a um ramo diferente do ensino secundário.
O 1º ciclo do ensino liceal era realizado nos liceus e o ciclo preparatório do ensino técnico era realizado nas escolas técnicas elementares.
Na sequência da implementação da escolaridade obrigatória de seis anos - efetivada pelo Decreto-Lei n.º 45 810 de 9 de julho de 1964 - paralelamente aos ciclos iniciais do ensino secundário (1º ciclo liceal e ciclo preparatório do ensino técnico) passou a existir o ciclo complementar do ensino primário. Este ciclo compreenderia dois anos de escolaridade (sendo composto pela 5ª e 6ª classes) e seria o estágio seguinte ao ciclo elementar do ensino primário (1ª, 2ª, 3ª e 4ª classes). Seria frequentado - em alternativa aos ciclos iniciais do ensino secundário - pelos alunos que não desejassem continuar os estudos e aceder ao ensino secundário.
Pelo Decreto-Lei n.º 47 480 de 2 de janeiro de 1967 - no âmbito de um processo que visava aproximar cada vez mais os dois ramos do ensino secundário - o 1º ciclo do ensino liceal e o ciclo preparatório do ensino técnico foram unificados num ciclo único e geral, dando origem ao ciclo preparatório do ensino secundário (ou simplesmente "ciclo preparatório"). Esta medida visava deixar de obrigar o aluno à escolha por um ramo do ensino secundário numa idade demasiado precoce, dando-lhe mais tempo para descobrir as suas tendências e aptidões.
O ciclo preparatório compreendia duas classes anuais e tinha como finalidades completar e ampliar a formação de base obtida no ensino primário, em ordem a fornecer uma preparação geral adequada ao prosseguimento dos estudos em qualquer ramo do ensino secundário e orientar os alunos na escolha dos estudos subsequentes. Tinham acesso ao ciclo preparatório todos os alunos aprovados no exame do ciclo elementar do ensino primário. A habilitação do ciclo preparatório era obtida pela aprovação num exame de aptidão a um ramo do ensino secundário ou - caso o aluno não pretendesse seguir estudos - pela aprovação no exame de fim de ciclo.
Existida uma permutabilidade entre o ciclo complementar do ensino primário e o ciclo preparatório, podendo os alunos que frequentassem um deles mudar para o outro. A mudança do primeiro para o segundo só poderia ser realizada mediante exame de acesso, mas a mudança do segundo para o primeiro dispensava esse exame.
O ensino preparatório seria realizado em escolas preparatórias do ensino secundário (ou simplesmente "escolas preparatórias"), públicas ou privadas. Deveria haver, pelo menos, uma escola preparatória em cada concelho. O Decreto-Lei n.º 47 480 definia que no dia 1 de outubro de 1968, todas as escolas técnicas elementares e secções dos liceus a funcionar fora das respetivas sedes seriam transformadas em escolas preparatórias do ensino secundário. Quando não fosse possível assegurar edifícios próprios às escolas preparatórias, estas poderiam funcionar nos mesmos edifícios onde se ministrassem outros cursos do ensino secundário.
Em 1973 - através da Lei de Bases do Sistema Educativo (Lei n.º 5/73 de 25 de julho) - foi estabelecido o ensino básico, obrigatório, com a duração de oito anos. O ensino básico compreendia o ensino primário e o ensino preparatório. Este último teria a duração de quatro anos e constituiria o estágio final da escolaridade obrigatória.
Em virtude da ocorrência do 25 de abril de 1974, a reforma do ensino de 1973 acabou por nunca ser aplicada na íntegra, mantendo-se a escolaridade obrigatória em seis anos e o ciclo preparatório na modalidade anterior com dois anos de duração. O ciclo preparatório continuou a ser realizado nas escolas preparatórias, mas também nas chamadas "escolas C + S" que ministravam tanto o ciclo preparatório (C) como o ensino secundário (S).
A nova Lei de Bases do Sistema Educativo (Lei n.º 46/86 de 14 de outubro) em 1986 veio prever a transformação do ciclo preparatório em 2º ciclo do ensino básico, o qual manteria as caraterísticas daquele, entre as quais a duração de dois anos (o 5º e o 6º anos). Esta reforma foi implementada no início da década de 1990.

## 3º ciclo
O atual 3.º ciclo do ensino básico tem uma duração de três anos e corresponde à primeira parte do antigo ensino secundário, nomeadamente do 7º ao 9º ano.